# Tajsjet

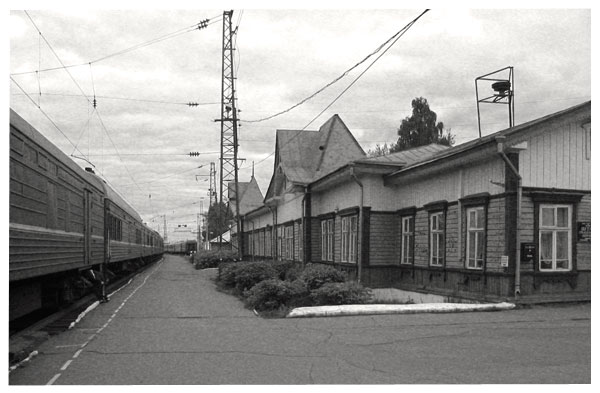
Oude spoorgebouw van Tajsjet

Tajsjet (Russisch: Тайшет) is een stad in het zuidwesten van de Russische oblast Irkoetsk. Het vormt sinds 1938 onderdeel en het bestuurlijk centrum van het district Tajsjetski. De stad telde ongeveer 38.500 inwoners bij de laatste volkstelling van 2002.
Ongeveer 12 kilometer westelijker ligt Tajsjets satellietstad Birjoesinsk, die ook tot de gorodskoje poselenieje Tajsjet behoort, evenals de plaatsen Joerty en Tagoel.

## Geografie en klimaat
De stad ligt in de Tajsjetvlakte in het zuidwesten van het Birjoesaplateau, in het noordelijke voorgebergte van de Oostelijke Sajan, aan de linkeroever van de rivier de Birjoesa (zijrivier van de Tasejeva, stroomgebied van de Angara), op ongeveer 680 kilometer ten noordwesten van Irkoetsk en ongeveer 400 kilometer ten oosten van Krasnojarsk.
De stad ligt in een gebied met een landklimaat met lange strenge winters en korte hete zomers. De gemiddelde julitemperatuur schommelt tussen de +17 en +20 °C en de gemiddelde januaritemperatuur tussen de −28 en −30 °C. De gemiddelde jaarlijkse neerslag bedraagt 394,5 mm.

## Geschiedenis
Tajsjet ontstond in 1897 als een kleine stationshalte en bouwplaats aan de Trans-Siberische spoorlijn op 4515 kilometer van Moskou. De naam is afkomstig van de rivier de Tajsjet, een rechter zijrivier van de Birjoesa, waarvan de naam afkomstig is uit het Ket: ta is "koud" en sjet is "rivier". In 1904 werd er een locomotiefloods gebouwd. In 1910 werd Tajsjet het bestuurlijk centrum van de volost Tajsjetski binnen de okroeg Kanski van de oejezd Krasnojarski binnen het gouvernement Jenisej. In 1937 kreeg het de status van arbeidersnederzetting en op 20 maart 1938 de status van stad.
Van de jaren 1930 tot de jaren 1950 vormde Tajsjet een hervormingswerkkamp van de Goelag met de afdelingen OzerLag en Angarstroj. Deze waren verantwoordelijk voor de aanleg van het eerste deel van de spoorlijn Baikal-Amoer (BAM) naar het noorden toe vanaf 1937. Van Tajsjet tot Bratsk ligt volgens overleveringen van gevangenen 'onder elke dwarsligger ten minste een dode'. Tot de dwangarbeiders behoorden Japanse krijgsgevangenen uit het Kanto-leger en een groot aantal Duitsers, die in de regel waren veroordeeld tot 25 jaar gevangenisstraf. In de herfst van 1955 werden de overlevende Duitsers verzameld in Tajsjet en teruggestuurd naar Duitsland na een bezoek van premier Konrad Adenauer aan Moskou.

## Economie
In de stad bevinden zich bedrijven aan het spoor, een motorenfabriek, naaifabriek, kippenslachterij en een boterfabriek. De broodfabriek van de stad is failliet gegaan, alsook de vleesverwerkende fabriek (begin 21e eeuw) en een aantal andere bedrijven.
Vanuit Tajsjet loopt de oostelijke oliepijpleiding. Met de aanleg hiervan werd omstreeks 2006 begonnen en in 2009 kwam de pijplijn in gebruik. De pijplijn loopt naar Skovorodino en vertakt daar. Een pijplijn gaat naar Kozmino, aan de kust met de Grote Oceaan, en een tweede tak brengt de olie naar de Volksrepubliek China.
In 2006 begon RUSAL er met de bouw van een aluminiumsmelter, die volgens de plannen in 2011 had moeten zijn voltooid en een jaarlijkse capaciteit van 750.000 ton moet krijgen. De bouw is behoorlijk vertraagd en in 2016 was het project nog steeds niet gereed. De kosten werden geraamd op zo'n 2 miljard dollar.

## Transport
Het vormt een spoorknooppunt en een groot rangeerterrein aan het oosteinde van de Zuid-Siberische spoorlijn, een zuidtak van de Trans-Siberische spoorlijn, die loopt van Joerga via Novokoeznetsk en Abakan naar Tajsjet. Vanuit Tajsjet start naar het noorden de BAM, de tweede belangrijke spoorlijn van Siberië. Daarnaast ligt de stad aan de federale autoweg R-255, die onderdeel vormt van de Siberische Trakt (hier Moskouse Trakt genoemd).

## Demografie
| 1939   | 1959   | 1970   | 1979   | 1989   | 2002   | 2005   | 2010   | 2015   |
| ------ | ------ | ------ | ------ | ------ | ------ | ------ | ------ | ------ |
| 11.700 | 33.500 | 34.200 | 38.200 | 42.391 | 38.535 | 37.700 | 35.485 | 33.638 |

## Bezienswaardigheden
In het dorp Sjitkino 57 kilometer noordoostelijker bevindt zich het huismuseum van de helden van de Sovjet-Unie Zoja Kosmodemjanskaja (een van de eerste vrouwelijke ontvangers; postmortem; een van de meest vereerde martelaren van de Sovjet-Unie) en Aleksandr Kosmodemjanski, die hier woonden van 1929 tot 1930.